# Michael Brainard
Michael Brainard (ur. 23 listopada 1965 roku w Hollywood, w stanie Kalifornia) – amerykański aktor telewizyjny, producent filmowy i scenarzysta. 

## Wybrana filmografia
- 1990-92: Wszystkie moje dzieci (All My Children) jako dr Joseph 'Jake' Martin Jr.
- 1992-93: Santa Barbara jako Ted Capwell
- 1994: Jedwabne pończoszki jako Parker Jones
- 2000: Sprawy rodzinne jako dr Greene
- 2006: Vince niepokonany jako Eagles Coach #4
- 2007: American Heiress jako Alex Koris
- 2008: Wiadomości bez cenzury jako policjant
- 2008: Killing Ariel jako Rick
- 2011: Sebastian jako patrol